# حاسی بن عبدالله
حاسی بن عبدالله (به عربی: حاسی بن عبدالله) یک شهرداری در الجزایر است که در ناحیه سیدی خویلد واقع شده‌است. حاسی بن عبدالله ۱٬۶۷۲ کیلومتر مربع مساحت و ۴٬۹۵۰ نفر جمعیت دارد و ۱۵۹ متر بالاتر از سطح دریا واقع شده‌است.